# Сцинковые
Сцинковые, или сцинки (лат. Scincidae), — семейство ящериц.
Наиболее обширное семейство ящериц, включающее 1760 современных видов, относящихся к 170 родам.
Наиболее ранний представитель семейства, Electroscincus zedi, был обнаружен в бирманском янтаре в отложениях середины мелового периода.

## Описание

### Характерные особенности
Характерным признаком сцинковых является гладкая, похожая на рыбью, чешуя, которая подстилается костными пластинками — остеодермами. Чешуя спинной стороны тела, как правило, мало отличается от чешуи на брюхе. Лишь у немногих видов чешуя бугристая, килеватая или снабжена шипами. Голова покрыта симметрично расположенными щитками. Подстилающие их остеодермы срастаются с костями черепа, закрывая оба височных окна.
Череп обладает обычно хорошо развитыми височными дугами. Предчелюстные кости частично срастаются. Теменная кость одна, с крупным отверстием для теменного глаза. Зубы плевродонтные, довольно однородные, конические, сжатые с боков, слабо изогнутые. У растительноядных и моллюскоядных форм, таких как синеязыкие сцинки (Tiliqua), зубы расширенные и уплощенные, с закругленной вершиной.
Глаза с круглым зрачком и чаще всего обладают раздельными подвижными веками. У некоторых видов в нижнем веке имеется прозрачное «окошко», позволяющее ящерице видеть даже при закрытых глазах. У гологлазов веки срослись, образовав прозрачные линзы, как у змей. Семейство демонстрирует весь ряд перехода к безногим формам: есть сцинки с нормально развитыми конечностями и пальцами, формы с укороченными конечностями и нормальным числом пальцев, формы с укороченными конечностями и редуцированным числом пальцев и змеевидные безногие. Древесные виды, подобно гекконам, могут иметь специальные пластинки на внутренней стороне пальцев, помогающие им лазать по листьям и гладким стволам деревьев. Хвост обычно длинный, но может быть укороченным (короткохвостый сцинк Tiliqua rugosa) и служить для накопления жира, или цепким (цепкохвостый сцинк Corucia zebrata). У многих видов хвост ломкий и они могут отбрасывать его при опасности. Отброшенный хвост некоторое время дёргается, сбивая хищников с толку и позволяя своему бывшему хозяину выиграть время для того, чтобы скрыться.
Большинство сцинковых окрашены неярко, но есть и довольно пёстрые виды.
Размеры мелкие, средние и крупные. Различные представители семейства достигают в длину от 8 до 70 см.

### Распространение
Сцинковые — космополиты и распространены на всех материках, кроме Антарктиды. Обитают преимущественно в тропических регионах, но расселились также довольно далеко к северу и к югу от экватора. Наиболее разнообразно и богато представлены сцинковые в Австралии, Новой Зеландии, на островах Тихого океана, в Юго-Восточной Азии и Африке.

### Образ жизни
Сцинковые обитают в самых разных биотопах: как в пустынях, так и во влажных лесах, в тропиках и в умеренных широтах.
Большинство сцинковых — наземные ящерицы, но среди них есть довольно много видов, ведущих и роющий образ жизни, а также околоводные и древесные виды. Некоторые пустынные сцинки способны «плавать» в сыпучем песке.

### Питание
Питаются сцинки самой разнообразной пищей. Большинство — хищники, поедающие насекомых и других беспозвоночных, а также мелких позвоночных, например, других ящериц. Некоторые виды всеядны (синеязыкие сцинки, лейолописмы Leiolopisma), способны поедать падаль. Малое число видов преимущественно растительноядны (короткохвостый сцинк, цепкохвостый сцинк).

### Размножение
Существуют яйцекладущие, яйцеживородящие виды и виды с истинным живорождением. У живородящих видов кровеносные сосуды стенки желточного мешка эмбриона сближаются с сосудами стенок маточного отдела яйцевода самки и формируется так называемая желточная плацента. При этом питание и газообмен осуществляется в значительной степени за счет организма матери. У каскоголовых сцинков (Tribolonotus) наблюдается частичная или полная редукция левого яйцевода, вызванная, по-видимому, уменьшением числа откладываемых яиц или развивающихся в яйцеводах эмбрионов. Для некоторых видов сцинковых характерна забота о потомстве — охрана самкой кладки и вылупившихся детёнышей.

## Классификация
Ранее в семействе сцинковых выделяли 4 подсемейства:
- Подсемейство Аконтиевые сцинки (Acontinae)
- Подсемейство Лигосомные сцинки (Lygosominae) — наиболее обширное подсемейство, включает 96 родов, в том числе мабуи, синеязыкие сцинки, цепкохвостые сцинки и многие другие.
- Подсемейство Сцинковые (Scincinae)
- Подсемейство Слепые сцинки (Feylininae) — монотипическое подсемейство, включает род безногих слепых сцинков (Feylinia).

Роды:
В настоящее время в семейство сцинковых включают следующие роды:
- Ablepharus — Гологлазы
- Acontias — Аконтиасы
- Afroablepharus — Африканские змееголовые сцинки
- Amphiglossus — Мальгашские сцинки, или Амфиглоссусы
- Androngo — Андронги
- Anomalopus — Австралийские змееящерицы
- Asymblepharus — Ложные гологлазы
- Ateuchosaurus — Атеухозаурусы
- Barkudia — Баркудии
- Bartleia
- Bassiana
- Bellatorias
- Brachymeles — Филиппинские сцинки
- Caledoniscincus
- Calyptotis — Калиптотисы
- Carlia — Карлии
- Cautula
- Celatiscincus
- Chabanaudia — Шабанаудии
- Chalcides — Халциды, или Цилиндрические сцинки, или Вальковатые ящерицы
- Chalcidoseps — Цейлонские четырёхпалые сцинки
- Chalcidoseps
- Chioninia
- Coeranoscincus
- Coggeria
- Cophoscincopus — Африканские околоводные сцинки
- Corucia — Цепкохвостые сцинки
- Cryptoblepharus — Скрытоглазы, или Криптоблефарусы
- Ctenotus — Австралийские длинноногие сцинки, или Ктенотусы
- Cyclodina — Новозеландские сцинки, или Циклодины
- Cyclodomorphus
- Dasia — Цветочные сцинки
- Egernia — Колючие сцинки, или Колючехвостые сцинки, или Эгернии
- Emoia — Эмойи
- Eremiascincus — Пустынные сцинки
- Eroticoscincus
- Eugongylus — Океанические сцинки, или Эугонгилусы
- Eulamprus
- Eumeces — Длинноногие сцинки
- Eumecia — Эумеции
- Euprepes
- Eurylepis
- Eutropis
- Feylinia — Фейлинии, или Слепые сцинки
- Fojia — Фойи
- Geomyersia
- Geoscincus
- Glaphyromorphus
- Gnypetoscincus
- Gongylomorphus — Маврикийские сцинки, или Маскаренские сцинки, или Гонгиломорфусы
- Graciliscincus
- Haackgreerius
- Hakaria
- Hemiergis — Гемиергисы
- Hemisphaeriodon
- Insulasaurus
- Isopachys — Угревидные сцинки, или Изопахисы
- Janetaescincus — Малые сейшельские сцинки
- Lacertaspis
- Jarujinia
- Kaestlea
- Kanakysaurus
- Lacertaspis
- Lacertoides
- Lamprolepis — Лампролеписы
- Lampropholis — Лампрофолисы
- Lankascincus
- Larutia
- Leiolopisma — Прозрачновекие сцинки, или Лейолописмы
- Lepidothyris
- Leptoseps
- Leptosiaphos
- Lerista — Австралийские змееящерицы, или Леристы, или Родоны
- Liburnascincus
- Liopholis
- Lioscincus
- Lipinia — Древесные сцинки, или Липинии
- Lissolepis
- Lobulia — Папуанские сцинки, или Лобулии
- Lygisaurus
- Lygosoma — Лигозомы, или Риопы
- Mabuya — Мабуи
- Madascincus
- Marmorosphax
- Melanoseps — Меланосепсы, или Африканские безногие сцинки
- Menetia — Менетии
- Mesoscincus
- Mochlus
- Morethia — Моретии
- Nangura
- Nannoscincus — Карликовые сцинки
- Nessia — Цейлонские сцинки, или Нессии
- Niveoscincus
- Notoscincus — Нотосцинки
- Oligosoma
- Ophiomorus — Змееящерицы
- Ophioscincus — Азиатские змеевидные сцинки
- Otosaurus
- Pamelaescincus — Большие сейшельские сцинки
- Panaspis — Африканские гологлазы, или Панасписы
- Papuascincus
- Paracontias — Параконтиасы
- Paralipinia
- Parvoscincus
- Phoboscincus
- Pinoyscincus
- Plestiodon
- Prasinohaema — Зеленокровные сцинки, или Празиногемы
- Proablepharus — Проаблефарусы
- Proscelotes — Просцелотесы
- Pseudemoia — Псевдоэмойи
- Pseudoacontias — Псевдоконтиасы
- Pygomeles — Пигомелесы
- Ristella — Ристеллы
- Saiphos — Саифосы
- Saproscincus
- Scelotes
- Scincella — Сцинцеллы, или Малые сцинки
- Scincopus — Сцинкопусы
- Scincus — Настоящие сцинки
- Scolecoseps — Сколекосепсы
- Sepsina — Сепсины
- Sepsophis
- Sigaloseps
- Simiscincus
- Sirenoscincus
- Sphenomorphus — Сфеноморфусы, или Клиновидные сцинки, или Лесные сцинки
- Tachygyia
- Tiliqua — Исполинские ящерицы, или гладкие ящерицы, или Тиликвы
- Trachylepis — Африканские мабуи
- Tribolonotus — Каскоголовые сцинки, или Триболонотусы
- Tropidophorus — Ребристые сцинки, или Тропидофорусы
- Tropidoscincus
- Typhlacontias — Слепосцинки
- Typhlosaurus — Южноафриканские слепосцинки, или Тифлозаурусы
- Tytthoscincus
- Vietnascincus
- Voeltzkowia — Велтцковии
- † Macroscincus[7]